# Kwas oleanolowy
Kwas oleanolowy, kwas oleanowy, OA – organiczny związek chemiczny, triterpenoid pentacykliczny typu β-amyryny, tzn. posiadający w swojej cząsteczce pięć pierścieni sześcioczłonowych. Zawiera również siedem angularnych grup metylowych, z tego po dwie w pozycjach C4 i C20.
Triterpeny cykliczne są związkami stałymi, nielotnymi, lipofilowymi, dobrze rozpuszczalnymi w rozpuszczalnikach organicznych. Natomiast saponiny są rozpuszczalne w etanolu i dość dobrze w wodzie.
Kwas oleanolowy występuje zarówno w postaci wolnej, jak i w postaci pochodnych glikozydowych, glikozydoestrowych bądź estrowych. Pochodne glikozydowe i glikozydoestrowe nazywane są saponinami ze względu na swoją zdolność obniżania napięcia powierzchniowego roztworów wodnych z wytworzeniem piany.
Kwas oleanolowy występuje powszechnie w roślinach dwuliściennych. Jest obecny we wszystkich częściach rośliny, to jest w korzeniu, łodydze, liściach, kwiatach, owocach i nasionach. Wykazuje liczne właściwości farmakologiczne, takie jak działanie przeciwwirusowe, przeciwbakteryjne, grzybo- i pierwotniakobójcze, przeciwbólowe, przeciwnowotworowe, oraz przeciwcukrzycowe, moduluje także funkcjonowanie układu immunologicznego i krwionośnego.